# Cotxeres de Sants
Les Cotxeres de Sants són un edifici situat al carrer de Sants, 79-81 de Barcelona, catalogat com bé amb elements d'interès (categoria C). Des del 1984 hi ha el centre cívic del mateix nom, que acull esdeveniments emblemàtics com l'Open d'Escacs de Sants, Hostafrancs i la Bordeta o La Marató de Cinema Fantàstic i de Terror de Sants, a més de concerts, exposicions, conferències, fires i tot tipus d'activitats.

## Història
El 1875, arran de la inauguració d'una nova línia de tramvies tirats per mules i cavalls que enllaçava el pla de la Boqueria amb Sants i Hostafrancs, s'hi va construir un edifici projectat per Tiberi Sabater i Carné per a realitzar les funcions de cotxeres. A partir de l'any 1904, amb el canvi de la tracció animal per l'elèctrica, s'hi va construir una nova nau per guardar-hi els tramvies al lloc on hi havia les quadres. Més endavant, l'any 1929, es va realitzar una altra ampliació projectada per l'arquitecte Antoni Millàs i Figuerola.
L'any 1968, les cotxeres van quedar en desús. Aleshores es va plantejar el projecte de convertir-les en el Museu del Tramvia, però les reivindicacions veïnals reclamaven un espai públic per al barri. Finalment, l'any 1977 es va habilitar la primera zona d'ús públic. Entre el 1981 i el 1984, l’arquitecte Ricard Perdigó i Nardiz va rehabilitar dels dos primers edificis del centre cívic, dedicats al metge, escriptor i promotor cultural Jacint Laporta i a l'antic director de l'Orfeó de Sants Antoni Pérez i Moya, i aquell mateix any s'hi va inaugurar el Centre Cívic Cotxeres de Sants.
El tercer edifici va ser reformat l'any 2008 també per Ricard Perdigó i duu el nom de Francesc Masclans i Girvès, botànic nascut a Sants. Finalment, el quart edifici, dedicat a l'arquitecte santsenc Modest Feu i Estrada, va compartir inicialment els usos culturals amb els dels serveis socials del barri fins a l’any 2001, a partir del qual es va dedicar exclusivament a aquests darrers.

## Descripció
Els dos primers edificis sumen una superfície total d'uns 5000 m², amb sala de conferències, sala d’Internet, un auditori de 1.200 m² i altres espais polivalents. Les obres de remodelació del tercer edifici li han proporcionat espai útil per a un casal de gent gran de 400 m² i una àmplia sala d'actes.